# روزا من عاشقت هستم
روزا من عاشقت هستم (به انگلیسی: Rosa I Love You) یک فیلم هندی مالایایی تولید سال ۱۹۹۰ میلادی می‌باشد، به کارگردانی پی چاندراکومار که بازیگران اینوسنت و ابخیلشا در نقش سرب است.

## بازیگران
- اینوسنت  - Innocent
- ابخیلشا - Abhilasha
- پونام داسگوپتا - Poonam Dasgupta